# Petrópolis
Petrópolis város Brazíliában, Rio de Janeiro államban. Rio de Janeiro központjától 68 km-re északnyugatra fekszik. Történelmi épületekről és sörgyártásról ismert. Petrópolis Areal, Duque de Caxias, Guapimirim, Magé, Miguel Pereira, Paraíba do Sul, Paty do Alferes, São José do Vale do Rio Preto és Teresópolis községekkel határos. Lakosainak száma 278 881 fő (2022).
A város neve (’Péter városa’) tisztelgés II. Péter brazil császár emléke előtt, aki itt van eltemetve az Alcantarai Szent Péter-katedrálisban. A 19. században a városban volt a rezidenciája a brazil uralkodóknak és arisztokratáknak. Petrópolis volt a fővárosa Rio de Janeiro államnak 1894 és 1902 között, az Első Brazil Köztársaság idején.

## Népesség
A település népességének változása:
| Lakosok száma | 286 537 | 306 645 | 295 917 | 298 142 | 306 678 | 307 144 | 278 881 |
|               | 2000    | 2007    | 2010    | 2015    | 2020    | 2021    | 2022    |

## Fordítás
- Ez a szócikk részben vagy egészben  a   Petrópolis  című német Wikipédia-szócikk fordításán alapul.  Az eredeti cikk szerkesztőit annak laptörténete sorolja fel. Ez a jelzés csupán a megfogalmazás eredetét és a szerzői jogokat jelzi, nem szolgál a cikkben szereplő információk forrásmegjelöléseként.